# Parco eolico di Hornsea

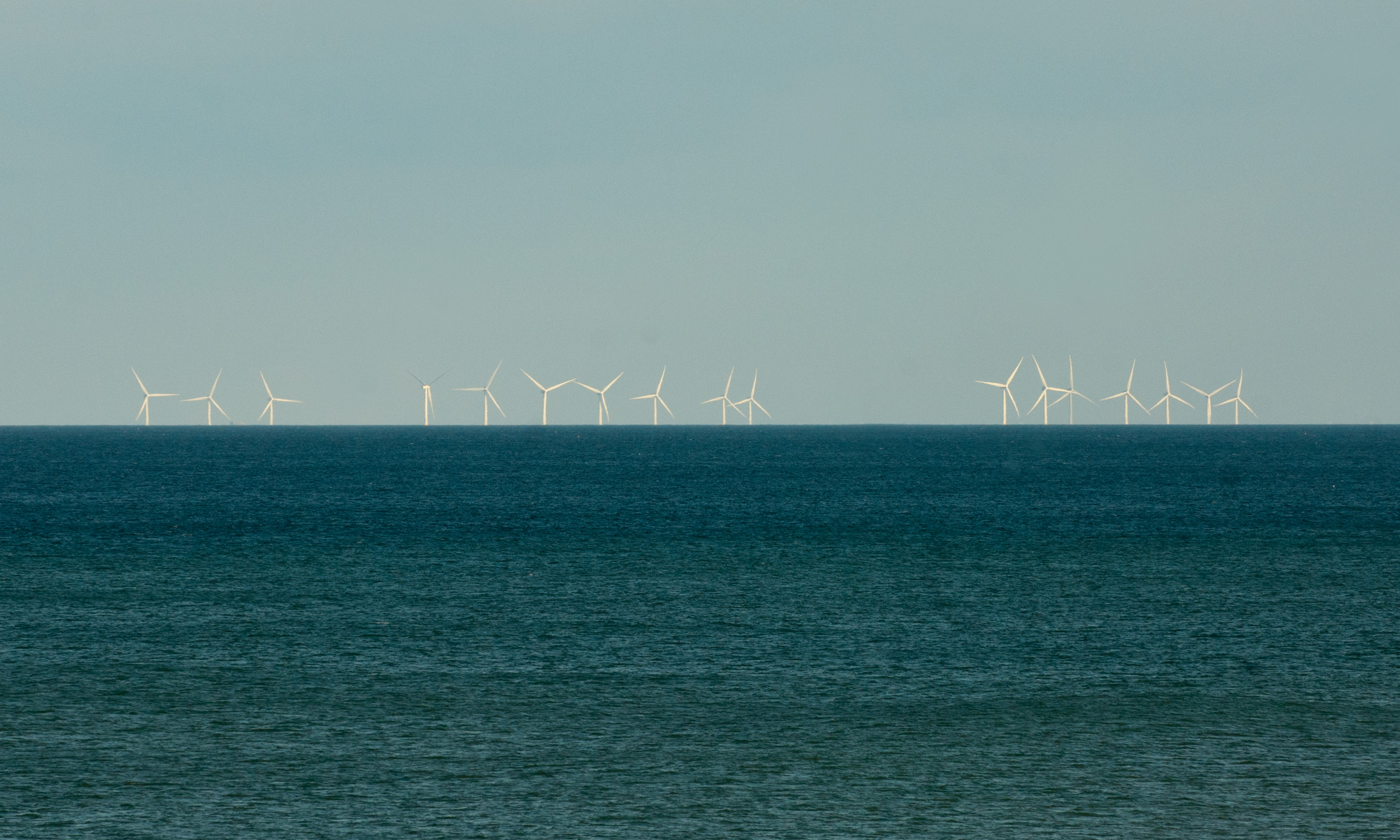
Il parco eolico di Hornsea visto dalla spiaggia di Barmston.

Il parco eolico di Hornsea è un parco eolico offshore britannico in via di completamento situato nel Mare del Nord, circa 120 km a est delle coste inglesi dello Yorkshire. Comprende 174 aerogeneratori e, in termini di capacità, avendo una potenza installata di 6 gigawatt (GW), risulterà il maggiore parco eolico offshore.
Lo sviluppo del parco si è articolato in varie fasi e zone. Il primo lotto è stato approvato nel 2014 e ha visto l'installazione di 1,2 GW di potenza eolica. Il secondo lotto ha visto l'installazione di altri 1,4 GW di potenza eolica ed è stato approvato nel 2016. Il terzo e il quarto lotto, della potenza di 1-2 GW e 1 GW, porteranno la potenza eolica installata a 6 GW.
La costruzione del primo lotto è iniziata nel gennaio 2018 e le prime turbine hanno iniziato a erogare potenza elettrica nella rete britannica nel febbraio 2019.